# Stefi Baum
Pour les articles homonymes, voir Baum.
Stefi Alison Baum, née le 1er décembre 1958 à Chicago, est une astronome américaine. L'Union américaine d'astronomie lui décerne le prix Annie J. Cannon en 1993. Elle contribue au développement du télescope Hubble et, à partir de 2004, est directrice du Chester F. Carlson Center for Imaging Science du Rochester Institute of Technology.

## Biographie

### Jeunesse
Baum naît à Chicago (Illinois) le 11 décembre 1958. Le mathématicien Leonard Baum est son père. Elle va à l'école secondaire publique de Princeton (New Jersey) et obtient son diplôme en 1976. Elle obtient son Bachelor en physique de l'Université Harvard avec distinction ainsi qu'un doctorat en astronomie de l'Université du Maryland.

### Carrière
De 1987 à 1990, Baum effectue des recherches en astronomie à la Netherland's Foundation for Research in Astronomy, Dwingeloo (Pays-Bas). De 1990 à 1991, elle obtient une bourse de recherche à l'Université Johns-Hopkins puis elle est archiviste au Space Telescope Science Institute (STScl), l'institut créé par la NASA pour gérer et diriger la recherche avec Hubble. De 1996 à 1998, elle est cheffe de branche, équipe des spectrographes et, de 1999 à 2002, cheffe de division des services d'ingénierie des systèmes au sol d'Hubble, supervisant 140 ingénieurs, scientifiques et personnel de soutien.
En 2002, elle devient Senior Science / Diplomacy Fellow au département d'État américain et à l'American Institute of Physics. Puis, dès 2004, elle est directrice du Chester F. Carlson Center for Imaging Science du Rochester Institute of Technology et coprésidente du programme d'études supérieures en sciences et technologie astrophysiques. Elle obtient la bourse Cashin au Radcliffe Institute for Advanced Study de l'Université Harvard de septembre 2011 à juillet 2012.
Depuis 2014, elle est la doyenne de la faculté des sciences de l'Université du Manitoba (Canada) et professeur de physique et d'astronomie. Elle est membre de l'Union astronomique internationale.

### Vie privée
Elle est mariée à Chris O’Dea, un astronome et professeur de physique, ils ont quatre enfants.

## Recherches et Publications
Baum concentre ses recherches dans deux domaines : l'étude de l'activité dans les galaxies et sa relation avec l'évolution des galaxies et le développement du traitement d'images, d'algorithmes statistiques et de techniques d'étalonnage de l'imagerie cérébrale pour diagnostiquer la santé mentale et les problèmes d'apprentissage.
Elle a publié plus de 600 articles scientifiques.

## Prix et récompenses
Baum a remporté de nombreux prix tout au long de sa carrière, notamment :
- 1993 : Prix Annie Jump Cannon décerné chaque année à une jeune femme astronome pour l'excellence et le potentiel scientifiques[7]
- 1993 : Prix d'excellence de groupe du Space Telescope Science Institute, développement / déploiement d'archives[1]
- 1993 : Prix de réalisation individuelle de l'Institut des sciences du télescope spatial, développement / déploiement d'archives
- 1996 : Prix d'excellence de groupe du Space Telescope Science Institute, projet sur la qualité des données[4]
- 1996 : Prix de réalisation individuelle du Space Telescope Science Institute, Spectrographe d'imagerie du télescope spatial
- 1996 : Prix d'excellence de groupe du Space Telescope Science Institute, équipe du spectrographe d'imagerie du télescope spatial
- 1999 : NASA Excellence Award, Hubble Space Telescope Servicing Mission 3A
- 2002 : Prix de réalisation individuelle du Space Telescope Science Institute, pour la gestion et le leadership[8]
- 2002-2003 : American Institute of Physics - Bourse du département d'État américain
- 2005 : Rochester Institute of Technology Million Dollar Club - pour avoir obtenu plus d'un million de dollars de subventions et de contrats externes[9]